# Piano (Korsika)
Piano (korsisch U Pianu) ist eine Gemeinde im französischen Département Haute-Corse auf der Insel Korsika. Sie gehört zum Kanton Casinca-Fiumalto im Arrondissement Corte. Nachbargemeinden sind Monte im Norden, Silvareccio im Nordosten, Casalta im Osten, Scata, San-Gavino-d’Ampugnani und Pruno im Südosten, La Porta, Ficaja, Quercitello und Poggio-Marinaccio im Südwesten, Giocatojo und Casabianca im Westen sowie Ortiporio und Penta-Acquatella im Nordwesten.

## Bevölkerungsentwicklung
| Jahr      | 1962 | 1968 | 1975 | 1982 | 1990 | 1999 | 2006 | 2013 |
| --------- | ---- | ---- | ---- | ---- | ---- | ---- | ---- | ---- |
| Einwohner | 80   | 64   | 54   | 75   | 54   | 36   | 36   | 24   |

## Sehenswürdigkeiten
- barocke Kirche Saint-Roch
- Kapelle Saint-Georges
- ehemalige Mühle